# Eilema bitincta
Eilema bitincta är en fjärilsart som beskrevs av Rothschild 1924. Eilema bitincta ingår i släktet Eilema och familjen björnspinnare. Inga underarter finns listade i Catalogue of Life.